# فرمانده پیاده نظام (امپراتوری روسیه)

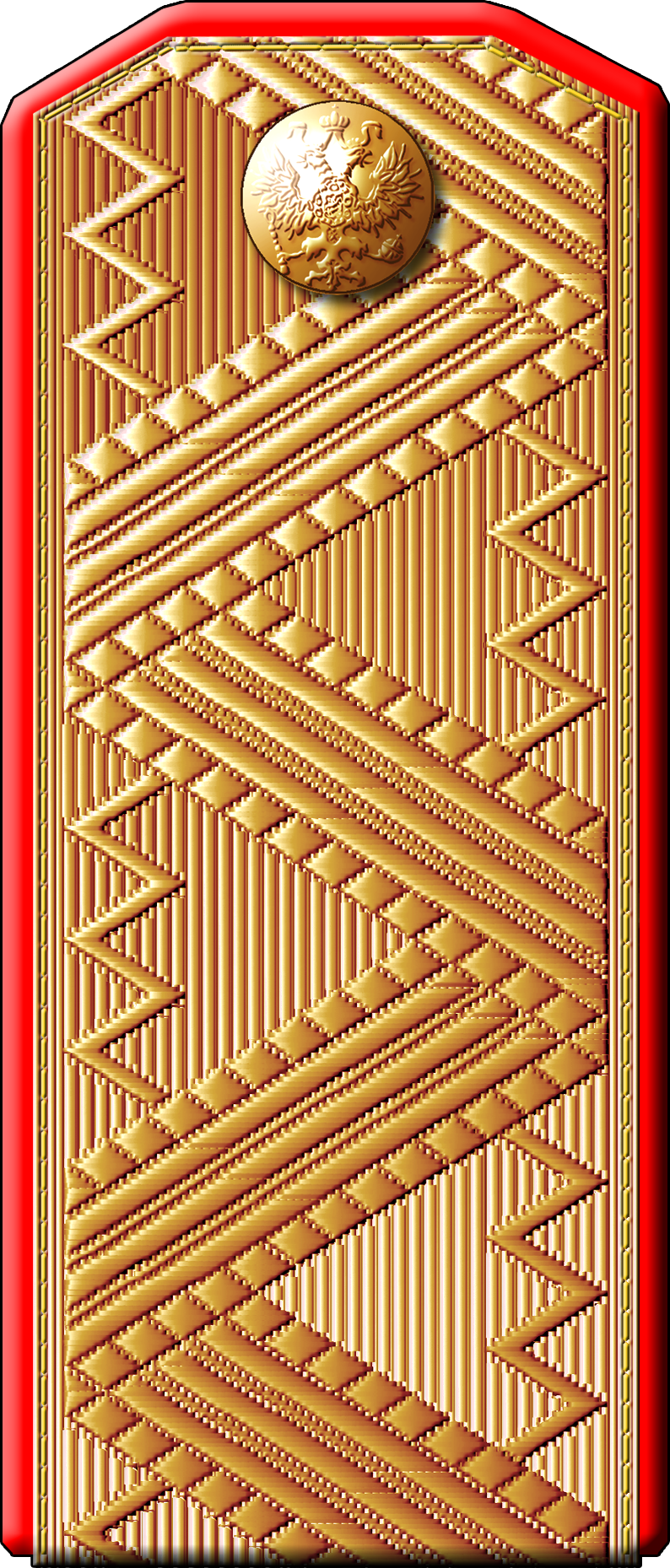
نشان فرمانده پیاده‌نظام

فرمانده پیاده نظام یک مقام ارشد ارتش امپراتوری روسیه بود. این مقام به عنوان درجه زیر فرمانده فلدمارشال، خدمت کرده بود و بالاترین رتبه ای بود که می‌توانست در پیاده نظام از ۱۷۹۶تا ۱۹۱۷به دست آورد.